# Rhithrogena flavianula
Rhithrogena flavianula är en dagsländeart som först beskrevs av Mcdunnough 1924.  Rhithrogena flavianula ingår i släktet Rhithrogena och familjen forsdagsländor. Inga underarter finns listade i Catalogue of Life.